# Clarence John Boettiger
Clarence John Boettiger (Chicago, 25 de marzo de 1900-Nueva York, 31 de octubre de 1950) fue un periodista y oficial militar estadounidense. Fue el segundo esposo de Anna Roosevelt, hija del presidente de los Estados Unidos Franklin D. Roosevelt y la primera dama de los Estados Unidos Eleanor Roosevelt.

## Biografía

### Primeros años
Clarence John Boettiger nació en Chicago el 25 de marzo de 1900, hijo de Adam C. Boettiger, un banquero, y Dora Ott. En sus años de escuela secundaria, utilizó su segundo nombre. Comenzó su carrera en el periodismo como reportero policial para el City News Bureau. Se unió al Chicago Tribune en 1923 y fue asignado a Washington D. C., para cubrir a Franklin D. Roosevelt cuando hizo campaña por la presidencia de los Estados Unidos por primera vez en 1932. El Tribune fue ferozmente anti-Roosevelt.
Boettiger conoció a la hija de FDR, Anna Roosevelt Dall, en el tren de campaña del padre de ella. Recientemente, Anna se había separado de su esposo, Curtis Bean Dall, y vivía en la Casa Blanca con sus dos hijos, Eleanor y Curtis.
El 18 de enero de 1935, Boettiger y Roosevelt Dall se casaron en la casa de los Roosevelt en Nueva York en 49 E. 65th Street. La boda fue discreta y la pareja dijo que vivirían tranquilamente. En ese momento, Boettiger había renunciado al Tribune y había aceptado un trabajo con Motion Picture Producers and Distributors of America.

### Carrera en los periódicos de Hearst
Antes de que William Randolph Hearst, el magnate de los periódicos, se peleara con el presidente Roosevelt, proporcionó un empleo prominente y lucrativo para el hijo de FDR, Elliott Roosevelt, y en noviembre de 1936, para Boettiger y Anna. Boettiger se convirtió en editor del Seattle Post-Intelligencer y Anna fue editora de la sección de mujeres del periódico. Hearst acordó dar a los Boettigers libertad editorial para «convertirlo en el mejor periódico de Seattle».
Con interrupciones, los Boettiger vivieron en Seattle hasta después de la Segunda Guerra Mundial. Anna y Boettiger tuvieron un hijo, John Roosevelt Boettiger, nacido el 30 de marzo de 1939. El presidente y su esposa, Eleanor Roosevelt, los visitaban ocasionalmente allí. En 1940, Boettiger abogó públicamente por un tercer mandato de FDR, a diferencia de algunos de los hijos de Roosevelt.

### Servicio militar
En 1942, Boettiger se preocupó de que no estaba haciendo su parte para el esfuerzo de guerra durante la Segunda Guerra Mundial. Cuando se le preguntó, FDR se negó a utilizarlo en asuntos diplomáticos ya que estaba en un negocio privado. En abril de 1942, Hearst le concedió un permiso de ausencia a Boettiger, después de lo cual fue nombrado capitán del ejército. Participó en las invasiones de Sicilia e Italia, sirvió en el gobierno militar y fue ascendido a comandante en noviembre de 1943 y a teniente coronel poco después. Como oficial de enlace en el gobierno militar, estuvo en tierra en Salerno durante el primer día del desembarco allí.
En enero de 1943, Boettiger, junto con su cuñado Elliott, fue enviado por el presidente Roosevelt para asistir a la Conferencia de Teherán. Compuso la Declaración de los Tres Poderes a partir de borradores anteriores. También participó en otras reuniones de alto nivel, incluida una en la que llevó al presidente turco a El Cairo para realizar consultas. Boettiger y su esposa Anna redactaron la «Oración del Día D» de FDR en 1944.
El 29 de enero de 1944, Boettiger recibió la Legión al Mérito por sus servicios meritorios en el Gobierno Militar Aliado. Su hijastro Curtis Roosevelt sugirió en sus memorias que Boettiger inicialmente no estaba contento con su servicio militar ya que no se le asignaron tareas valiosas en el norte de África antes de la invasión de Sicilia y pensó que el ejército estaba tratando de evitarle problemas debido a su familia. Boettiger solicitó un traslado a Estados Unidos en 1944, donde reasumió su cargo civil.

### Carrera de posguerra y muerte
Después de la muerte del presidente Roosevelt en abril de 1945, Boettiger ya no era tan apreciado como editor del Seattle Post-Intelligencer. Citando «diferencias irreconciliables», renunció en junio de 1945. Durante el último año de guerra, su esposa se había vuelto esencial para dirigir la Casa Blanca administrativamente para el presidente enfermo. La pareja buscó nuevos desafíos en la industria de los periódicos.
Con la ayuda financiera de poderosos patrocinadores demócratas, encabezados por el magnate de los grandes almacenes Walter Kirschner, Boettiger compró un pequeño anunciante, Phoenix Shopping News, en febrero de 1946. Él y Anna lo convirtieron en un diario, el Arizona Times en mayo de 1947, con la intención de para crear un periódico líder de izquierda.
El proyecto se convirtió en una debacle financiera que dejó a los Boettiger en bancarrota y a sus acreedores enojados y sin pagar. En febrero de 1948, Anna Boettiger se hizo cargo del periódico. En julio de 1948, el papel, que entonces tenía una nómina de 60, se vendió a otros inversores; cerró al año siguiente.
El proyecto y el fracaso del Arizona Times le pasó factura a la familia y al matrimonio; Boettiger y Anna se divorciaron en agosto de 1948. Boettiger se fue al extranjero mientras Anna emprendía nuevos proyectos con su madre, incluido un programa de radio conjunto.
El 1 de noviembre de 1949, Boettiger se casó con Virginia Daly Lunn en La Haya. Desde julio de ese año, trabajó con Theodor Swanson Associates, consultores de relaciones públicas, «en calidad de asesor del gobierno neerlandés sobre la cuestión de Indonesia», ya que había un movimiento popular por la independencia entre el pueblo indonesio. No estaba contento en ese puesto, ya que era esencialmente un reportero, no un publicista.
Un año después, el 31 de octubre de 1950, Boettiger se suicidó saltando desde su habitación del séptimo piso en el Hotel Weylin en la ciudad de Nueva York. Había estado sufriendo de depresión. Se le pidió a Elliott Roosevelt que identificara el cadáver, que fue cremado sin ceremonias, las cenizas fueron esparcidas en el Desierto de Arizona.
Su hermano Wilfred explicó que Boettiger «tiró todo lo que tenía en el periódico [Arizona Times] y nunca pudo recuperar nada ... había intentado muchas veces liberar su mente de esta derrota pero nada parecía hacer nada bueno».